# ジョージ・J・トラウトマン3世
ジョージ・J・トラウトマン3世（George J. Trautman III, 1952年10月17日 - ）は、アメリカ合衆国の海兵隊員。2007年から2011年にかけてアメリカ海兵隊の航空副司令官（deputy commandant for aviation）を務め、2011年3月31日に退役した。最終階級は海兵隊中将。

## 学歴
ペンシルベニア州立大学学士。同大学在学中、フラタニティー「シグマ・タウ・ガンマ」の成員。その後、システム管理学（南カリフォルニア大学）、国際関係論（サルブ・レジーナ大学）および国家安全保障学（海軍大学）の3つの修士号を取得した。また、軍幕僚大学（Armed Forces Staff College）の卒業生であり、ブルッキングス研究所のメンバーでもある。

## 軍歴
基本課程を卒業後、操縦課程に入校し、海軍操縦士としての資格を得た。第3海兵航空団（3rd MAW）でパイロットとしての当初の訓練を終了した後、ハワイ州カネオヘ海兵隊航空基地の第1海兵群に配属された。第1海兵群に勤務している間に、西部太平洋地域および南西アジア地域への2度にわたり、海兵水陸両用部隊（MAU）の派遣に参加した。
1980年に第3海兵航空団（3rd MAW）に再び配属されると、当時、第1海兵機動展開部隊（1st MEF）の一部とともに西太平洋への展開訓練を開始していた、複数の海兵軽攻撃ヘリコプター飛行隊（HMLA）および第11海兵水陸両用部隊（11th MAU）で勤務した。1984年から1987年にかけて、第1海兵航空兵器訓練飛行隊（MAWTS-1）の教官として勤務した。その後、海軍指揮幕僚大学（College of Naval Command and Staff）を卒業し、USSオキナワ（LPH-3）に運用士官補佐として配属された。
1990年から1993年にかけて、第169海兵隊軽攻撃ヘリコプター飛行隊（HMLA-169）で最初は副隊長、じ後は飛行隊長として勤務した。その間、砂漠の嵐作戦を支援するため、第5海兵機動展開旅団（5th MEB）とともに南西アジアに派遣された。次の年、ブルッキングス研究所で1年を過ごしたのち、統合参謀本部の戦力構造・資源・評価部門（J-8）に配置された。
1997年から1999年にかけて、第36海兵航空群（MAG-36）の指揮官を務めた。その後、海兵隊司令部航空部航空兵器システム要求性能課（Aviation Weapon Systems Requirements Branch）の課長として勤務した。
2000年7月、第3海兵航空団（3rd MAW）の副団長を命ぜられた。2001年6月、クエート諸兵科連合統合任務部隊の司令官を兼務した。2001年11月から2002年3月の間、第1海兵機動展開部隊（1st MEF）の副司令官および第1海兵機動展開旅団（1st MEB）の旅団長として勤務した。
2002年6月から2004年8月にかけて、アメリカ中央軍の計画および方針部（J-5）の副部長として勤務し、不朽の自由作戦およびイラクの自由作戦を通じて複数の地域に派遣された。
2004年8月から2005年6月にかけて、ハワイ海兵隊駐屯地司令官、太平洋アメリカ海兵隊副司令官および第3機動展開部隊（3rd MEF）副司令官として勤務した。2005年6月10日、第1海兵航空団（1st MAW）の司令官を命ぜられた。2007年6月8日、中将に昇任し、海兵隊司令部の航空副司令官に任ぜられた。  

## 受賞歴
|           |             |                                   |  |
|           |             | Bronze oak leaf cluster           |  |
| Gold star |             | Gold star · Gold star · Gold star |  |
|           |             | Bronze oak leaf cluster           |  |
|           |             | Bronze star · Bronze star         |  |
|           |             |                                   |  |
|           | Silver star |                                   |  |

| Naval Aviator Badge |                                          |                                                       |                                                    |                                  |
| 1st Row             | Navy Distinguished Service Medal         | Defense Superior Service Medal w/ 1 oak leaf cluster  |                                                    |                                  |
| 2nd Row             | Legion of Merit w/ 1 award star          | Defense Meritorious Service Medal                     | Meritorious Service Medal w/ 3 award stars         | Air Medal                        |
| 3rd Row             | Navy and Marine Corps Commendation Medal | Combat Action Ribbon                                  | Joint Meritorious Unit Award w/ 1 oak leaf cluster | Navy Unit Commendation           |
| 4th Row             | Navy Meritorious Unit Commendation       | Marine Corps Expeditionary Medal                      | National Defense Service Medal w/ 2 service stars  | Armed Forces Expeditionary Medal |
| 5th Row             | Southwest Asia Service Medal             | Global War on Terrorism Expeditionary Medal           | Global War on Terrorism Service Medal              | Armed Forces Service Medal       |
| 6th Row             | Humanitarian Service Medal               | Navy Sea Service Deployment Ribbon w/ 5 service stars | Kuwait Liberation Medal (Saudi Arabia)             | Kuwait Liberation Medal (Kuwait) |

## 参考資料
- Official Biography for Lieutenant General George J. Trautman III, United States Marine Corps.  accessed 16 July 2007
- Deputy Commandant for Aviation biography, Headquarters, United States Marine Corps. Accessed 2009-03-04